# NXT Deadline (2024)
Deadline (2024) (estilizado como DEADL1NE) foi o terceiro evento anual de transmissão ao vivo de luta livre profissional do NXT Deadline produzido pela WWE. Foi realizado exclusivamente para lutadores da divisão da marca NXT da promoção. Aconteceu no sábado, 7 de dezembro de 2024, no Minneapolis Armory em Minneapolis, Minnesota. O evento foi centrado no Iron Survivor Challenge para homens e mulheres, uma luta de 25 minutos com cinco participantes, onde o objetivo é marcar o maior número de quedas para vencer e garantir uma oportunidade pelo Campeonato do NXT e pelo Campeonato Feminino do NXT, respectivamente no NXT: New Year's Evil.
Foi o primeiro PLE (Premium Live Event) em Minneapolis em mais de 7 anos, desde o TLC: Tables, Ladders & Chairs em 2019. Este também foi o penúltimo evento ao vivo da WWE a ser transmitido pela WWE Network em mercados internacionais, pois seu conteúdo foi transferido para o Netflix em janeiro de 2025.
Cinco lutas foram disputadas no evento. No evento principal, Giulia venceu o Iron Survivor Challenge feminino, enquanto Oba Femi venceu o Iron Survivor Challenge masculino na luta de abertura. Em outras lutas de destaque, Lola Vice derrotou Jaida Parker em uma luta NXT Underground, e Trick Williams derrotou Ridge Holland para reter o Campeonato do NXT.

## Produção

### Introdução

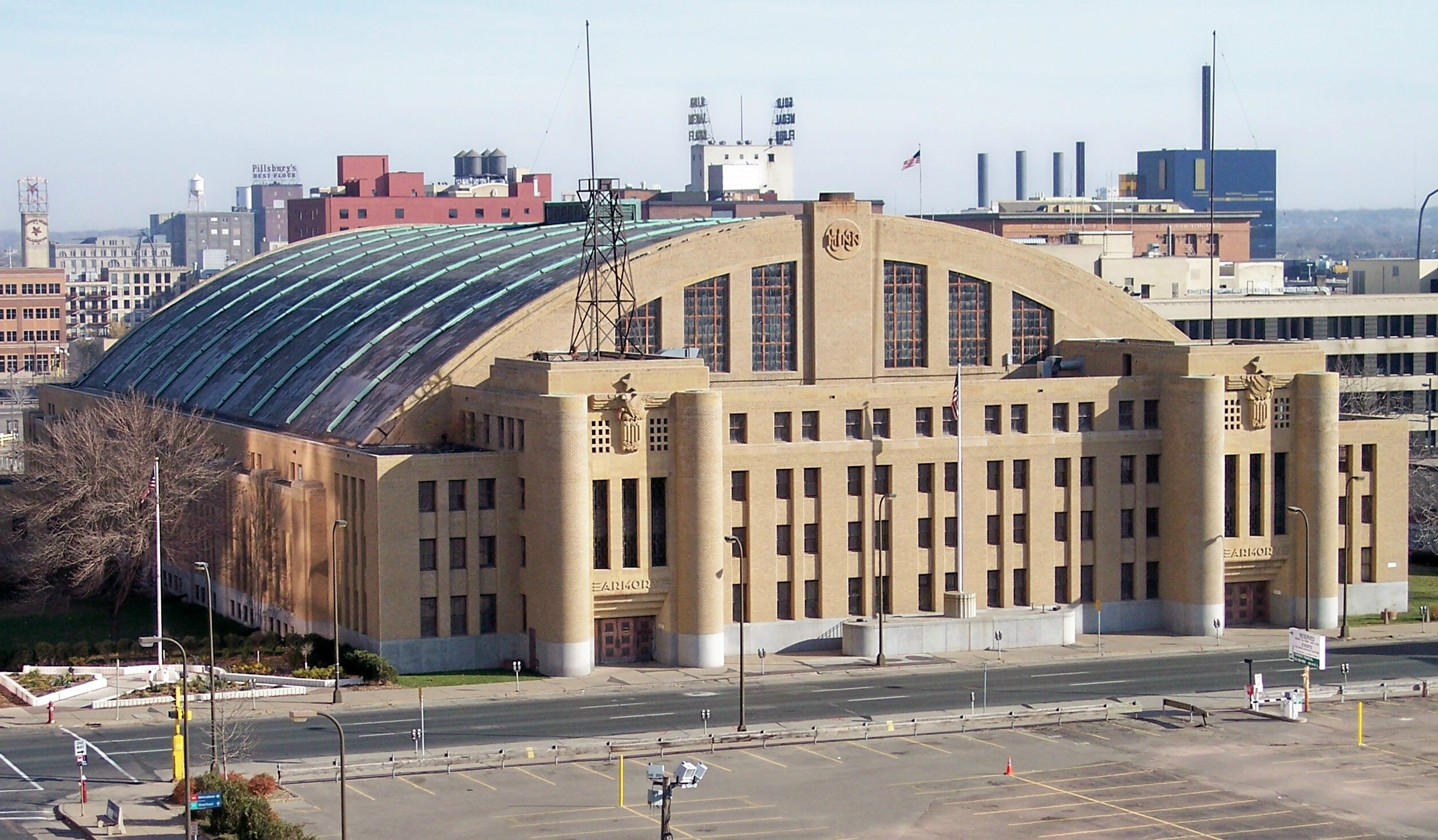
O evento foi realizado no Minneapolis Armory em Minneapolis, Minnesota.

Em dezembro de 2022, a promoção americana de luta profissional WWE realizou um evento de transmissão ao vivo para sua marca de desenvolvimento, NXT, chamado NXT Deadline, que substituiu o evento anteriormente anual, NXT WarGames. Em 28 de setembro de 2023, a WWE anunciou o retorno do Deadline, estabelecendo assim o Deadline como o evento anual de dezembro do NXT. Foi realizado no sábado, 9 de dezembro de 2023, na Total Mortgage Arena em Bridgeport, Connecticut.
Em 6 de novembro de 2024, no NXT 2300, a WWE anunciou que o terceiro Deadline seria realizado em 7 de dezembro de 2024, no Minneapolis Armory, em Minneapolis, Minnesota.

### Histórias
| Função:                   | Nome:             |
| ------------------------- | ----------------- |
| Comentaristas em inglês   | Vic Joseph        |
| Comentaristas em inglês   | Booker T          |
| Comentaristas em espanhol | Marcelo Rodríguez |
| Comentaristas em espanhol | Jerry Soto        |
| Anunciador de ringue      | Mike Rome         |
| Árbitros                  | Adrian Butler     |
| Árbitros                  | Chip Danning      |
| Árbitros                  | Dallas Irvin      |
| Árbitros                  | Derek Sanders     |
| Árbitros                  | Felix Fernandez   |
| Entrevistadores           | Sarah Schreiber   |
| Painel do pré-show        | Megan Morant      |
| Painel do pré-show        | Sam Roberts       |

O evento incluiu lutas que resultaram de histórias com script, onde os lutadores retrataram heróis, vilões ou personagens menos distinguíveis em eventos que criaram tensão e culminaram em uma luta ou série de lutas, com resultados predeterminados pelos escritores da WWE para a marca NXT, enquanto as histórias foram desenvolvidas no programa de televisão semanal da WWE, o NXT e no programa de streaming on-line suplementar, Level Up.
Em 6 de novembro, no episódio especial do NXT, NXT 2300, a gerente geral do NXT, Ava, anunciou o retorno do evento Deadline, além de confirmar o retorno da luta Iron Survivor Challenge. As qualificatórias para os Iron Survivor Challenges masculinos e femininos começaram no episódio de 12 de novembro. As duas primeiras vagas masculinas foram determinadas por duas lutas, onde Wes Lee e Je'Von Evans derrotaram, respectivamente, Cedric Alexander e Lexis King, enquanto a primeira vaga feminina foi definida por uma luta onde Sol Ruca derrotou Cora Jade. As próximas vagas foram determinadas no episódio de 19 de novembro. Para a luta masculina, a terceira vaga foi definida por uma luta onde Nathan Frazer, uma das metades dos campeões de duplas do NXT, derrotou Eddy Thorpe. Já as segunda e terceira vagas femininas foram determinadas por duas lutas, com Stephanie Vaquer e Zaria derrotando, respectivamente, Jaida Parker, do OTM, e Wren Sinclair, do No Quarter Catch Crew. As vagas para a quarta posição em ambas as lutas masculina e feminina foram determinadas no episódio de 26 de novembro, com Ethan Page derrotando Axiom e Giulia derrotando Kelani Jordan. As últimas vagas para ambas as lutas foram decididas no episódio de 3 de dezembro, em duas lutas de Última Chance, com Thorpe derrotando Alexander, King e Axiom, e Sinclair derrotando Jade, Parker e Jordan. No entanto, nos bastidores, mais tarde naquela noite, Thorpe foi atacado por uma pessoa misteriosa. No dia do evento, foi anunciado que Thorpe não seria liberado medicamente para competir na luta, com um substituto ocupando seu lugar.
No episódio de 13 de agosto do NXT, a Chase University (Andre Chase e Ridge Holland) derrotou Axiom e Nathan Frazer para conquistar o Campeonato de Duplas do NXT, mas perderam os títulos para eles novamente 19 dias depois, no No Mercy. Após a luta, Holland atacou brutalmente Chase, voltando a ser um vilão no processo. Isso levou a uma luta de ambulância entre Chase e Holland no Halloween Havoc, que Holland venceu. Mais tarde naquela noite, Trick Williams defendeu com sucesso o Campeonato do NXT contra Ethan Page. Após a luta, Williams foi atacado violentamente por Page e Holland até que o membro do Hall da Fama da WWE Bubba Ray Dudley, que havia sido confrontado por Holland no pré-show, apareceu para salvar Williams. No NXT 2300, em 6 de novembro, Page e Holland derrotaram Dudley e Williams, com Holland fazendo o pin em Williams. No episódio seguinte, Williams desafiou Holland, mas foi interrompido por Chase, que afirmou ter assuntos inacabados com Holland. Após Holland entrar no ringue, Chase o desafiou para uma luta, onde, se perdesse, a Chase University seria forçada a se dissolver. Após inicialmente recusar, Holland mudou de ideia e aceitou depois que Williams adicionou a estipulação de que o vencedor desafiaria Williams pelo Campeonato do NXT no Deadline. A luta foi então oficializada para a semana seguinte, onde Holland venceu, forçando a Chase University a se dissolver e tornando o combate pelo título oficial para o Deadline.
No episódio de 12 de novembro do NXT, a gerente geral do NXT, Ava, se reuniu com várias equipes de duplas do NXT, afirmando que queria que uma equipe desafiasse Nathan Frazer e Axiom pelo Campeonato de Duplas do NXT. Durante episódios subsequentes, várias duplas do NXT brigaram entre si, chegando ao auge no episódio de 26 de novembro, quando Ava anunciou que no episódio seguinte seria realizado uma battle royal, com a equipe vencedora conquistando uma chance pelo Campeonato de Duplas do NXT no NXT Deadline. A luta foi vencida pela No Quarter Catch Crew (Myles Borne e Tavion Heights).
Até setembro de 2024, Jaida Parker e Lola Vice estiveram em uma rivalidade com Fatal Influence (Jacy Jayne, Fallon Henley e Jazmyn Nyx) enquanto simultaneamente brigavam entre si. As duas concordaram em deixar suas diferenças de lado para formar uma equipe contra Jayne e Henley na estreia do NXT no dia 1º de outubro na CW, mas perderam após Parker abandonar Vice. Após uma briga nos bastidores, a gerente geral do NXT, Ava, anunciou que Parker e Vice se enfrentariam em uma luta Hardcore no NXT 2300, com a ex-gerente do ECW, Dawn Marie, como árbitra especial convidada. Lá, Parker derrotou Vice após acertá-la com um tijolo. No episódio de 19 de novembro, Parker perdeu sua luta de qualificação para o Iron Survivor após a interferência de Vice. No episódio seguinte, Vice desafiou Parker para uma luta NXT Underground. No episódio de 3 de dezembro, Parker participou de uma luta fatal four-way de Última Chance para a última vaga no Iron Survivor Challenge, mas não conseguiu vencer após a interferência de Vice, resultando em uma briga entre as duas. Parker então aceitou o desafio para a luta NXT Underground, desejando que a luta acontecesse no episódio daquela noite. No entanto, Ava agendou o combate para o NXT Deadline.

## Resultados
| Nº                                          | Resultados                                                                                | Estipulações | Tempo |
| ------------------------------------------- | ----------------------------------------------------------------------------------------- | --- | ----- |
| 1                                           | Oba Femi (3) derrotou Wes Lee (1), Je'Von Evans (2), Nathan Frazer (1) e Ethan Page (2)   | Iron Survivor Challenge masculina para determinar o desafiante número um pelo Campeonato do NXT no NXT: New Year's Evil         | 25:00 |
| 2                                           | Lola Vice derrotou Jaida Parker por submissão                                             | Luta NXT Underground | 11:05 |
| 3                                           | Nathan Frazer e Axiom (c) derrotaram No Quarter Catch Crew (Myles Borne e Tavion Heights) | Luta de duplas pelo Campeonato de Duplas do NXT                                                                                 | 15:30 |
| 4                                           | Trick Williams (c) derrotou Ridge Holland                                                 | Luta individual pelo Campeonato do NXT                                                                                          | 15:50 |
| 5                                           | Giulia (2) derrotou Sol Ruca (1), Stephanie Vaquer (1), Zaria (1) e Wren Sinclair (1)     | Iron Survivor Challenge feminina para determinar a desafiante número um pelo Campeonato Feminino do NXT no NXT: New Year's Evil | 25:00 |
| (c) – Refere-se aos campeões antes da luta. |                                                                                           | |       |

### Estatísticas doIron Survivor Challengemasculino
- Ordem de Entrada: Je'Von Evans, Wes Lee, Nathan Frazer, Ethan Page, Oba Femi.[a]

| Pontuação | Vencedor do ponto | Perdedor da queda | Decisão | Notas                                                                              | Tempo |
| --------- | ----------------- | ----------------- | ------- | ---------------------------------------------------------------------------------- | ----- |
| 0–0–0–0–1 | Wes Lee           | Je'Von Evans      | Pinfall | Sofreu o pin após um rollup com os pés nas cordas.                                 | 04:51 |
| 0–0–1–0–1 | Nathan Frazer     | Ethan Page        | Pinfall | Sofreu o pin após um cradle                                                        | 10:35 |
| 1–0–1–0–1 | Ethan Page        | Nathan Frazer     | Pinfall | Sofreu o pin após um schoolboy                                                     | 12:39 |
| 1–0–1-1–1 | Oba Femi          | Je'Von Evans      | Pinfall | Sofreu o pin após um "European uppercut" depois que Evans saltou do topo da corda. | 16:13 |
| 1–1–1–1–1 | Je'Von Evans      | Wes Lee           | Pinfall | Sofreu o pin após um springboard cutter                                            | 18:38 |
| 2–1–1–1–1 | Ethan Page        | Oba Femi          | Pinfall | Sofreu o pin após um schoolboy                                                     | 21:14 |
| 2–2–1–1–1 | Je'Von Evans      | Ethan Page        | Pinfall | Sofreu o pin após um crucifix                                                      | 21:47 |
| 2–2–1–3–1 | Oba Femi          | Nathan Frazer     | Pinfall | Sofreram o pin após um double chokeslam                                            | 24:47 |
| 2–2–1–3–1 | Oba Femi          | Wes Lee           | Pinfall | Sofreram o pin após um double chokeslam                                            | 24:47 |
| Vencedor  | Oba Femi          | —                 | —       | —                                                                                  | 25:00 |

### Estatísticas doIron Survivor Challengefeminino
- Ordem de entrada: Giulia, Wren Sinclair, Sol Ruca, Zaria, Stephanie Vaquer

| Pontuação | Vencedora do ponto | Perdedora da queda | Decisão | Notas                                     | Tempo |
| --------- | ------------------ | ------------------ | ------- | ----------------------------------------- | ----- |
| 1–0–0–0–0 | Giulia             | Wren Sinclair      | Pinfall | Sofreu o pin após um Northern Lights Bomb | 09:47 |
| 1–1–0–0–0 | Sol Ruca           | Wren Sinclair      | Pinfall | Sofreu o pin após um Sol Snatcher         | 11:37 |
| 1–1–0–0–1 | Zaria              | Giulia             | Pinfall | Sofreu o pin após um F-6                  | 17:41 |
| 1–1–1–0–1 | Stephanie Vaquer   | Wren Sinclair      | Pinfall | Sofreu o pin após um vitory roll          | 22:35 |
| 1–1–1–1–1 | Wren Sinclair      | Sol Ruca           | Pinfall | Sofreu o pin após um sunset flip          | 24:20 |
| 2–1–1–1–1 | Giulia             | Zaria              | Pinfall | Sofreu o pin após um Arrivederci          | 24:51 |
| Vencedora | Giulia             | —                  | —       | —                                         | 25:00 |